# Camas (Washington)
Camas je grad u američkoj saveznoj državi Washington. Prema popisu stanovništva iz 2010. u njemu je živjelo 19.355 stanovnika.